# Ségur-les-Villas
Ségur-les-Villas è un comune francese di 228 abitanti situato nel dipartimento del Cantal nella regione dell'Alvernia-Rodano-Alpi.

## Società

### Evoluzione demografica
Abitanti censiti